# Catopsis
Catopsis Griseb. ( do grego "kata" = para baixo e "opsis" = aparência) é um género botânico pertencente à família Bromeliaceae, subfamília Tillandsioideae.
Plantas encontradas desde a Flórida até o leste do Brasil, incluindo o Caribe.
Uma espécie, Catopsis berteroniana, é carnívora.

## Espécies
- Catopsis berteroniana (Schultes f.) Mez
- Catopsis compacta Mez
- Catopsis delicatula L.B.Smith
- Catopsis floribunda L.B.Smith
- Catopsis hahnii Baker
- Catopsis juncifolia Mez & Wercklé
- Catopsis micrantha L.B.Smith
- Catopsis minimiflora Matuda
- Catopsis morreniana Mez
- Catopsis nitida (Hooker) Grisebach
- Catopsis nutans (Swartz) Grisebach
- Catopsis nutans var. robustior L.B.Smith
- Catopsis paniculata E.Morren
- Catopsis pisiformis Rauh
- Catopsis sessiliflora (Ruiz & Pavon) Mez
- Catopsis subulata L.B.Smith
- Catopsis wangerinii Mez & Wercklé
- Catopsis wawranea Mez
- Catopsis werckleana Mez